# Exetastes pictus
Exetastes pictus là một loài tò vò trong họ Ichneumonidae.